# کرزتو
کرزتو (به ایتالیایی: Cereseto) یک کومونه در ایتالیا است که در استان آلساندریا واقع شده‌است.

## خصوصیات
کرزتو ۱۰٫۴ کیلومترمربع مساحت و ۴۷۱ نفر جمعیت دارد.